# Gianluca Freddi
Gianluca Freddi (Roma, 29 marzo 1987) è un allenatore di calcio ed ex calciatore italiano, di ruolo difensore.

## Caratteristiche tecniche
Era un difensore centrale di notevole prestanza fisica, abile nel gioco aereo, che poteva essere impiegato anche come terzino destro in una difesa a quattro.

## Carriera

### Club
Muove i suoi primi passi nel settore giovanile del Tor di Quinto, dove compone la coppia centrale difensiva titolare assieme al fratello gemello Gabriele. Nel 1999 passa alla Roma (il fratello, invece, sarà della Lazio dal 2003). Con i giallorossi vince il Campionato Primavera nel 2005, ottenendo diverse convocazioni in panchina in Serie A, pur senza mai debuttare in campionato.
Il 24 agosto 2007 passa in compartecipazione al Grosseto, in Serie B. Esordisce con i toscani il 19 gennaio 2008 in Grosseto-Spezia (3-0). Il 25 giugno viene riscattato alle buste dai maremmani. Mette a segno la sua prima rete in carriera il 18 ottobre 2008 in Grosseto-Salernitana (6-2), andando in rete con un colpo di testa su calcio d'angolo. Il 30 maggio 2009 il Grosseto conquista la qualificazione ai play-off validi per l'accesso in Serie A. Mette a segno la rete del vantaggio unionista nella partita di andata vinta 2-0 contro il Livorno. Nella gara di ritorno, prima commette il fallo da rigore su Tavano – poi trasformato dallo stesso – e in seguito viene espulso per un fallo su Bonetto.
Messo fuori rosa dalla società toscana, il 19 gennaio 2012 viene acquistato a titolo definitivo dalla Reggina. Esordisce in maglia amaranto quattro giorni dopo in Reggina-Padova (1-4). Termina l'annata con 17 presenze e 2 reti. Partito titolare l'anno successivo, dopo un buon avvio di stagione viene più volte fermato da alcuni infortuni, che ne limiteranno l'utilizzo nel corso della stagione, al termine della quale scenderà in campo in sole 19 occasioni.
Rimasto senza contratto, il 23 luglio 2013 sottoscrive un contratto annuale con opzione per il secondo anno con il Brescia. Nel corso della stagione un infortunio alla spalla dovuto ad un contrasto aereo con Osarimen Ebagua gli fa saltare oltre metà girone di andata. Il 1º settembre 2014 firma un biennale con il Novara, in Lega Pro. A fine stagione la squadra vince il campionato, conquistando la promozione in Serie B. A questo successo segue quella della Supercoppa di Lega Pro.
Il 31 agosto 2015 viene ingaggiato dal Lecce, in Lega Pro. Dopo aver rescisso l'accordo con i salentini, il 31 gennaio 2017 si accorda con il Siena, firmando un contratto di sei mesi. Alle prese con numerosi problemi fisici, a fine stagione si ritira dal calcio giocato all'età di 30 anni.

### Nazionale
Tra il 2003 ed il 2006 ha vestito per 18 volte le maglie delle selezioni giovanili italiane, dall'Under-16 all'Under-20.

## Statistiche

### Presenze e reti nei club
| Stagione        | Squadra         | Campionato      | Campionato | Campionato | Coppe nazionali | Coppe nazionali | Coppe nazionali | Coppe continentali | Coppe continentali | Coppe continentali | Altre coppe | Altre coppe | Altre coppe | Totale | Totale |
| Stagione        | Squadra         | Comp            | Pres       | Reti       | Comp            | Pres            | Reti            | Comp               | Pres               | Reti               | Comp        | Pres        | Reti        | Pres   | Reti   |
| --------------- | --------------- | --------------- | ---------- | ---------- | --------------- | --------------- | --------------- | ------------------ | ------------------ | ------------------ | ----------- | ----------- | ----------- | ------ | ------ |
| 2007-2008       | Grosseto        | B               | 12         | 0          | CI              | 0               | 0               | -                  | -                  | -                  | -           | -           | -           | 12     | 0      |
| 2008-2009       | Grosseto        | B               | 27+2       | 3+1        | CI              | 0               | 0               | -                  | -                  | -                  | -           | -           | -           | 29     | 4      |
| 2009-2010       | Grosseto        | B               | 24         | 2          | CI              | 2               | 0               | -                  | -                  | -                  | -           | -           | -           | 26     | 2      |
| 2010-2011       | Grosseto        | B               | 33         | 3          | CI              | 2               | 2               | -                  | -                  | -                  | -           | -           | -           | 35     | 5      |
| 2011-gen. 2012  | Grosseto        | B               | -          | -          | CI              | -               | -               | -                  | -                  | -                  | -           | -           | -           | -      | -      |
| Totale Grosseto | Totale Grosseto | Totale Grosseto | 96+2       | 8+1        |                 | 4               | 2               |                    | -                  | -                  |             | -           | -           | 102    | 11     |
| gen.-giu. 2012  | Reggina         | B               | 17         | 2          | CI              | -               | -               | -                  | -                  | -                  | -           | -           | -           | 17     | 2      |
| 2012-2013       | Reggina         | B               | 15         | 0          | CI              | 4               | 0               | -                  | -                  | -                  | -           | -           | -           | 19     | 0      |
| Totale Reggina  | Totale Reggina  | Totale Reggina  | 32         | 2          |                 | 4               | 0               |                    | -                  | -                  |             | -           | -           | 36     | 2      |
| 2013-2014       | Brescia         | B               | 16         | 0          | CI              | 0               | 0               | -                  | -                  | -                  | -           | -           | -           | 16     | 0      |
| 2014-2015       | Novara          | LP              | 28         | 4          | CI+CI-LP        | 0               | 0               | -                  | -                  | -                  | SC-LP       | 1           | 0           | 29     | 4      |
| 2015-2016       | Lecce           | LP              | 19         | 0          | CI+CI-LP        | 0+1             | 0               | -                  | -                  | -                  | -           | -           | -           | 20     | 0      |
| 2016-gen. 2017  | Lecce           | LP              | 1          | 0          | CI+CI-LP        | 0+1             | 0               | -                  | -                  | -                  | -           | -           | -           | 2      | 0      |
| Totale Lecce    | Totale Lecce    | Totale Lecce    | 20         | 0          |                 | 2               | 0               |                    | -                  | -                  |             | -           | -           | 22     | 0      |
| gen.-giu. 2017  | Siena           | LP              | 5          | 0          | CI+CI-LP        | -               | -               | -                  | -                  | -                  | -           | -           | -           | 5      | 0      |
| Totale carriera | Totale carriera | Totale carriera | 199        | 15         |                 | 10              | 2               |                    | -                  | -                  |             | 1           | 0           | 210    | 17     |

## Palmarès

### Club

#### Competizioni giovanili
- Campionato Primavera: 1

Roma: 2004-2005

#### Competizioni nazionali
- Lega Pro: 1

Novara: 2014-2015 (Girone A)
- Supercoppa di Lega Pro: 1

Novara: 2015